# Añagui
Echu Añagui es una personalización de Elegguá, el Orisha del Panteón Yoruba, al se le venera como el protector de los caminos. Echu Añagui, posee así mismo el equivalente de tres destinos o caminos como se conocen en la Religión Yoruba, los que se encuentran relacionados con la justicia y el desenvolvimiento.
En un primer camino se le conoce como el padre de todos los Echus, venerado en piedra laterítica. Se dice que fue cortado en más de 200 pedazos por Orunmila, utilizando una espada, como castigo por ser tan voraz. En Ifa es el sustento de la victoria y la firmeza.
En un segundo camino, aparece con dos caras, es una deidad de la sabiduría y vive dentro de un coco. Al poseer el poder de la vida, brinda la prosperidad y la fertilidad a sus seguidores. Su receptáculo en un coco de agua. A esta deidad se le inmolan palomas y se le ofrecen frutas.
Según los Patakin religiosos de la Cultura Yoruba, es el padre de Elegguá, así mismo se le atribuye justo a Echu Alayi YeYe el comienzo o génesis de la vida.
Echu Añagui, en un tercer camino, se manifiesta también como la madre de Elegguá que en una relación con Echu Oku Boro, conciben a elegbara, príncipe de una tribu yoruba. Vive en los bosques y en las sabanas. Se le reconoce como rencorosa con sus enemigos, a los cuales nunca perdona. Bruja y curandera que ama a la naturaleza, y se le vincula con el poder de curar a las plantas. A esta Deidad se le atribuye una extrema fuerza y furia, se le relaciona con tempestades y los remolinos de Oya, utilizando estos últimos para trasladarse, al ser tan pequeña.